# 第一代西德默斯子爵亨利·阿丁頓
第一代西德默斯子爵亨利·阿丁頓，PC（Henry Addington, 1st Viscount Sidmouth，1757年5月30日—1844年2月15日），英國托利黨政治家，1801年至1804年出任英國首相。

## 生平
1757年，出生于伦敦的医生家庭。1789年，担任下议院议长。1801年，出任首相兼财政大臣。
1802年，与拿破仑法国缔结《亚眠和约》。1804年，出任枢密院院长。1812年，出任内政大臣。1844年，去世。

## 首相任內
阿丁頓的國內改革使所得稅效率提高了一倍。在外交方面，他於1802年與法國締結了《亞眠條約》。該條約的條款是英國政府可以接受的最低限度，但波拿巴不會同意任何更有利於英國的條款。由於英國政府當時的戰爭支出，和平成為必要。
1803年初，英國的金融和外交地位已經復原，足以使阿丁頓政府向法國宣戰。法國不允許足以抵禦法國的馬耳他防禦設施問題，使宣戰迫在眉睫。
阿丁頓增加了部隊，擴大戰爭稅，並沒收了幾批法國財產。為了獲得盟友，阿丁頓與俄羅斯，奧地利和普魯士增進關係。在他卸任後不久，其關係在第三次反法同盟時達到頂峰。阿丁頓通過在南岸建造塔樓和籌集60萬多名武裝人員，加強了英國對法國的防禦。